# 카니발 홀로코스트
《카니발 홀로코스트》(Cannibal Holocaust)는 이탈리아에서 제작된 루제로 데오다토 감독, 잔카를로 클레리치 각본의 1980년 식인 영화이다. 로버트 커먼 등이 출연하였고, 프랑코 디눈치오 등이 제작에 참여하였다. 한국에서는 1994년 《홀로코스트》라는 제목으로 상영한 적이 있다.
영화의 스토리는 인류학자 먼로가 아마존 열대우림에서 현지 식인종 부족에 대한 다큐멘터리 촬영 중 실종된 제작진을 찾기 위해 구조대를 이끌고 나서면서 진행된다. 이탈리아 엑스플로이테이션 영화의 일종인 카니발 홀로코스트는 붉은 여단의 테러에 관한 언론 보도와 몬도 영화 감독 괄티에로 야코페티의 다큐멘터리에 영향을 받았다. 이 영화의 시각적 사실주의는 《블레어 위치》를 거쳐 미국 공포 영화계에서 파운드 푸티지 장르를 혁신하는 기반이 되었다. 영화의 촬영은 주로 콜롬비아의 아마존 우림 지대에서 촬영되었으며, 뉴욕에서 모집된 신인 배우들과 실제 원주민 부족원들이 상호작용하며 촬영했다.
영화는 생생한 폭력적 묘사로 많은 논란을 불러일으키면서 악명을 얻었다. 이탈리아에서 초연된 이후 지역 치안판사에 의해 회수 명령을 받았으며, 감독과 각본가를 포함한 주요 제작진들이 음란물 혐의로 유죄 판결을 받기도 했다. 영화의 금지 조치는 1982년에 해제되었다.

## 줄거리
1979년, 미국의 영화 제작진이 아마존 열대우림에서 토착 식인종 부족에 관한 다큐멘터리 《그린 인페르노》를 촬영하던 중 실종된다. 제작팀은 감독 앨런 예이츠, 각본가 페이 다니엘스, 그리고 두 명의 촬영기사 잭 앤더스와 마크 토마소로 구성되어 있다.
뉴욕 대학교의 인류학자 해럴드 먼로는 실종된 영화 제작자들을 찾기 위한 구조 임무를 이끌기로 동의한다. 먼로의 도착에 대비하여 열대우림에 주둔한 군 인력이 지역 야쿠모 부족을 급습하고 원주민들과 협상하기 위해 젊은 남성을 인질로 잡는다. 먼로는 수상비행기로 도착하여 안내자인 차코와 그의 조수 미겔을 소개받는다. 정글을 며칠간 행군한 후, 구조팀은 야쿠모족을 만난다. 그들은 야쿠모 마을로 안내받는 대가로 인질을 석방하기로 합의한다. 마을에 도착하자 일행은 처음에 적대적인 환영을 받으며 영화 제작자들이 주민들 사이에 큰 혼란을 일으켰다는 사실을 알게 된다.
다음 날, 먼로와 안내자들은 서로 적대하는 두 식인종 부족인 야노마미족과 샤마타리족을 찾기 위해 열대우림 깊숙이 향한다. 그들은 샤마타리 전사들 무리를 만나 강변까지 따라가며, 먼로팀은 소수의 야노마미족을 죽음에서 구해낸다. 야노마미족은 고마움의 표시로 팀을 마을로 초대하지만 여전히 외국인들을 의심한다. 먼로는 그들의 신뢰를 얻기 위해 강에서 나체로 목욕을 하고, 야노마미 여성들이 그와 함께한다. 여성들은 먼로를 강에서 신전으로 안내하고, 그곳에서 먼로는 근처에 필름 릴과 함께 있는 영화 제작자들의 유골을 발견한다. 본 것에 충격을 받은 먼로는 마을에서 야노마미족과 대면하여 녹음기로 음악을 틀어준다. 호기심을 느낀 원주민들은 필름 릴과 녹음기를 교환하기로 동의한다.
뉴욕으로 돌아온 후, 범아메리카 방송 시스템 임원들은 회수된 필름을 바탕으로 한 다큐멘터리 방송을 먼로가 진행해달라고 요청한다. 하지만 먼로는 결정을 내리기 전에 원본 영상을 보겠다고 고집한다. 임원 중 한 명이 앨런의 이전 다큐멘터리 《지옥으로 가는 마지막 길》의 발췌 장면을 보여주며 앨런의 작품을 소개한 후, 앨런이 더 흥미진진한 영상을 얻기 위해 극적인 장면들을 연출했다고 먼로에게 알려준다.
그후 먼로는 회수된 영상을 보기 시작하는데, 영상은 일행의 열대우림 행군을 따라간다. 며칠간 걸은 후, 안내자 펠리페가 독사에 물린다. 일행은 펠리페의 생명을 구하기 위해 마체테로 다리를 절단하지만 펠리페는 죽고 그 자리에 버려진다. 공터에서 야쿠모족을 찾아낸 후, 잭이 한 명의 다리를 총으로 쏘아 쉽게 따라가 마을까지 갈 수 있게 한다. 마을에 도착한 후, 촬영팀은 부족을 협박하고 어린아이의 애완 돼지를 죽인 다음 원주민들을 오두막으로 몰아넣고 불을 질러 영화를 위한 학살 장면을 연출한다. 먼로는 연출된 영상과 원주민 대우에 대해 우려를 표하지만 그의 걱정은 무시된다.
나머지 영상을 본 후, 먼로는 방송국의 다큐멘터리 방영 결정에 대해 혐오감을 표한다. 그는 임원들을 설득하기 위해 자신만이 본 나머지 편집되지 않은 영상을 보여준다. 마지막 두 릴은 영화 제작자들이 야노마미 소녀를 발견하는 장면으로 시작하여, 남성들이 페이의 항의에도 불구하고 번갈아 가며 소녀를 강간하는 모습이 나온다. 페이는 필름을 낭비하고 있다고 말한다. 사건이 벌어지는 동안 야노마미 남성 한 명이 그들을 몰래 지켜보고 있다. 나중에 그들은 강변에서 같은 소녀가 나무 기둥에 꿰뚫린 채 발견되는 장면을 만나며, 원주민들이 처녀성을 잃었다는 이유로 소녀를 죽였다고 주장한다. (일행 자신들이 소녀를 죽이고 극적 효과를 위해 원주민의 살인으로 연출했을 가능성이 시사된다. 영상에서는 이 부분이 애매하게 남겨진다.)
얼마 후, 소녀의 강간과 죽음에 대한 복수로 야노마미족의 공격을 받는다. 창이 잭을 맞히자 앨런이 잭의 도망을 막기 위해 그를 총으로 쏜다. 장면은 이어서 촬영팀이 포로가 된 잭의 옷을 벗기고 큰 마체테로 거세한 다음 잭의 시체를 완전히 훼손하는 원주민들을 촬영하는 모습으로 이어진다. 그 후 지친 앨런은 도망치려다 완전히 길을 잃었고 이제 자신들을 쫓는 원주민들에게 포위되었다고 말한다. 앨런은 최후의 수단으로 신호탄 권총으로 그들을 위협하려 한다. 소동 중에 페이가 야노마미족에게 붙잡힌다. 앨런은 페이를 구하려 하자고 주장하지만, 마크는 페이가 나체로 벗겨지고 집단 강간당하며 구타당해 죽고 참수당하는 모습을 계속 촬영한다. 야노마미족은 이어서 마지막 두 팀원을 찾아 죽이고 카메라는 땅에 떨어진다. 본 것에 충격을 받은 임원들은 모든 영상을 태우라고 지시한다. 먼로는 "진짜 식인종이 누구인지"를 곰곰히 생각하며 방송국을 떠난다.

## 제작진

### 출연
- 로버트 커먼
- 칼 게이브리얼 요크
- 루카 바르바레스키
- 프란체스카 차르디
- 페리 퍼커넌
- 살바토레 바실레
- 리카르도 푸엔테스
- 파올로 파올로니
- 리오넬로 피오 디사보이아
- 루이지나 로키
- 루제로 데오다토

### 기타
- 미술: 마시모 안토넬로 젤렝

## 반응
1980년 2월 7일 이탈리아 도시 밀라노에서 전 세계 최초로 상영되었다. 나중에 한 시민이 고소해 법원에서 이 영화를 압수 조치했으나 초기 관중의 반응은 긍정적이었다. 이와 같은 몇몇 송사 문제로 이탈리아 국내에서는 기대만큼의 흥행을 하지 못했다. 대신 일본 등 해외 극장가에서 성공을 거두었다.

## 논란
1981년 1월 프랑스 잡지 포토에서 이 영화가 스너프 필름이라는 의혹을 제기하였다. 이 영화의 감독 루제로 데오다토가 살인죄로 기소되었고 배우들이 법정에 모습을 보인 뒤에야 누명을 벗었다는 소문이 돌았으나 실제로는 이탈리아 당국에서 이를 문제 삼은 적이 없다.